# Woestijntapuit
De woestijntapuit (Oenanthe deserti) is een zangvogel uit de familie Muscicapidae (Vliegenvangers).

## Kenmerken
De vogel is 14,5 tot 15,5 cm lang, voor een tapuit is het een vrij gedrongen vogel. Kenmerkend is de bijna geheel zwarte staart en daarboven een witte stuit. Mannetje en vrouwtje hebben een lichte wenkbrauwstreep en zijn zandkleurig op de rug en bijna wit op de buik en borst. Het mannetje heeft in de broedtijd een zwarte keel en zwarte slagpennen met daarboven (in zit) een witte band. Bij het vrouwtje hebben de donkere slagpennen lichte randen.

## Verspreiding en leefgebied
Deze soort komt voor in West- en Midden-Azië en noordelijk Afrika en telt drie ondersoorten:
- O. d. homochroa: noordelijk Afrika.
- O. d. deserti: van noordoostelijk Egypte door het Midden-Oosten naar Mongolië en Afghanistan.
- O. d. oreophila: de Himalaya, Tibet en westelijk China.

De populaties uit Azië en Noord-Marokko zijn trekvogels die overwinteren in de Sahel en het Arabisch schiereiland.
Het leefgebied bestaat uit halfwoestijnen en droge, zandige heidevelden met spaarzame vegetatie.

## Voorkomen in Nederland
De woestijntapijt is in West-Europa een dwaalgast die sinds de eeuwwisseling bijna jaarlijks wel in Nederland wordt gezien.

## Status
De grootte van de populatie is niet gekwantificeerd. Men veronderstelt dat de soort in aantal stabiel is. Om deze redenen staat de woestijntapuit als niet bedreigd op de Rode Lijst van de IUCN.